# Olympische Sommerspiele 1996/Leichtathletik – 20 km Gehen (Männer)

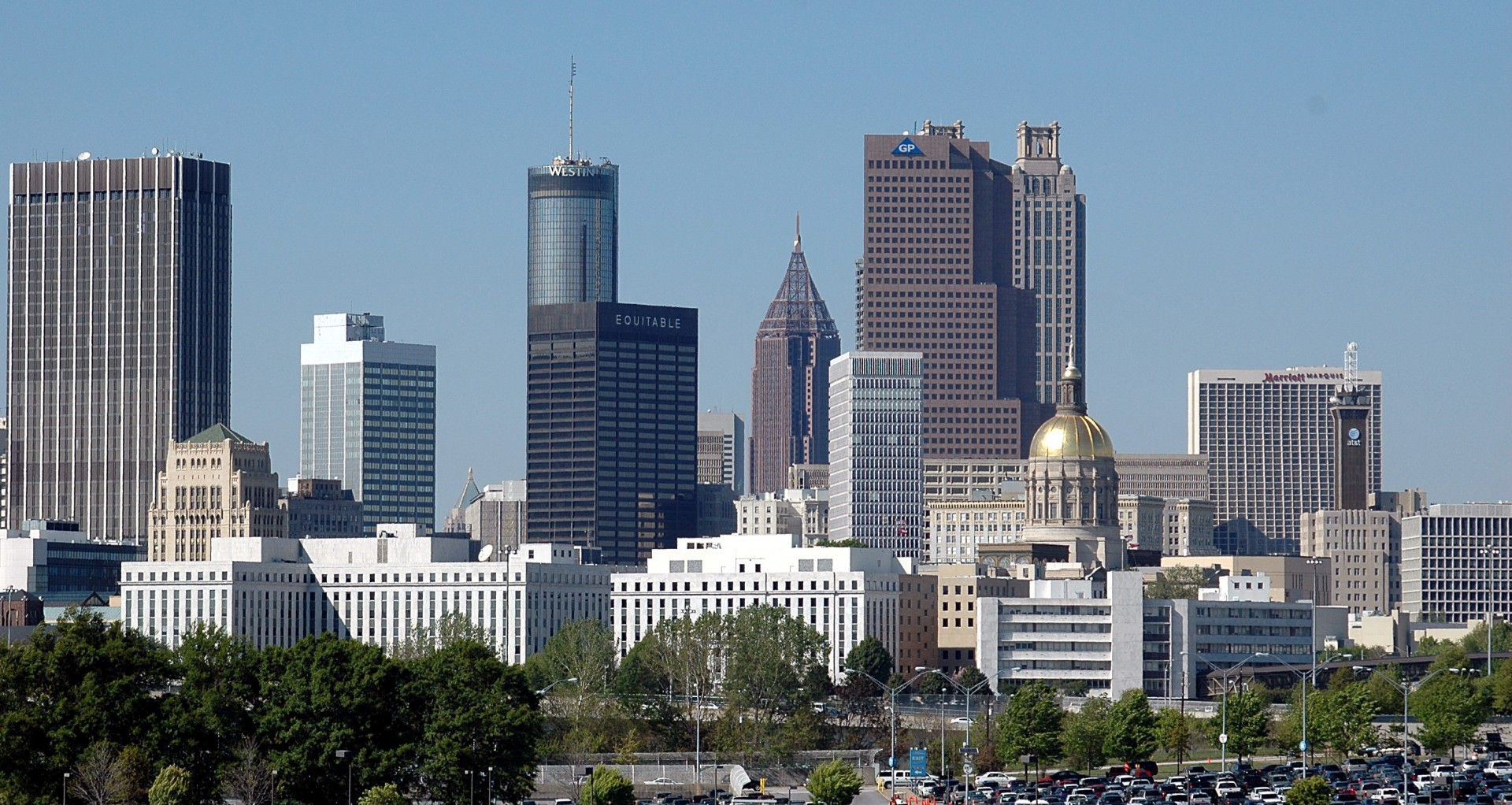
Die Skyline von Atlanta

Das 20-km-Gehen der Männer bei den Olympischen Spielen 1996 in Atlanta wurde am 26. Juli 1996 ausgetragen. Sechzig Athleten nahmen teil, 53 erreichten das Ziel.
Olympiasieger wurde der Ecuadorianer Jefferson Pérez. Er gewann vor dem Russen Ilja Markow und dem Mexikaner Bernardo Segura.
Für Deutschland starteten Nischan Daimer, Andreas Erm und Robert Ihly. Daimer belegte Rang fünfzehn, Ihly Rang siebzehn und Erm Rang 24.

Athleten aus der Schweiz, Österreich und Liechtenstein nahmen nicht teil.

## Aktuelle Titelträger
| Olympiasieger 1992                      | Daniel Plaza ( Spanien)            | 1:21:45 h   | Barcelona 1992                              |
| Weltmeister 1995                        | Michele Didoni ( Italien)          | 1:19:59 h   | Göteborg 1995                               |
| Europameister 1994                      | Michail Schtschennikow ( Russland) | 1:18:45 h   | Helsinki 1994                               |
| Panamerikanischer Meister 1995          | Jefferson Pérez ( Ecuador)         | 1:22:53 h   | Mar del Plata 1995                          |
| Zentralamerika und Karibik-Meister 1995 | Jorge Segura ( Mexiko)             | 1:25:08 h   | Guatemala-Stadt 1995                        |
| Südamerika-Meister 1995                 | Jefferson Pérez ( Ecuador)         | 1:25:33 h   | São Paulo 1995                              |
| Asienmeister 1995                       | Li Mingcai ( Volksrepublik China)  | 1:23:58,8 h | Jakarta 1995 – Bahnwettbewerb über 20.000 m |
| Afrikameister 1996                      | Hatem Ghoula ( Tunesien)           | 1:29:48 h   | Yaoundé 1996                                |
| Ozeanienmeister 1994                    | Shane Brown ( Neuseeland)          | 1:43:55 h   | Auckland 1994                               |

## Bestehende Bestleistungen / Rekorde
Weltrekorde wurden im Straßengehen außer bei Meisterschaften und Olympischen Spielen wegen der unterschiedlichen Streckenbeschaffenheiten nicht geführt.
| Weltbestzeit       | 1:18:13 h | Pavol Blažek ( Tschechoslowakei)     | Hildesheim, Deutschland | 16. September 1990 |
| Olympischer Rekord | 1:19:57 h | Jozef Pribilinec ( Tschechoslowakei) | OS Seoul, Südkorea      | 23. September 1988 |

Der bestehende olympische Rekord wurde bei diesen Spielen nicht erreicht. Der Olympiasieger Jefferson Pérez aus Ecuador blieb mit seinen 1:20:07 h allerdings nur um zehn Sekunden über diesem Rekord. Zur Weltbestzeit fehlten ihm 2:44 min.

## Streckenführung
Der Startpunkt lag im Centennial Olympic Stadium, in dem zunächst zwei Runden zurückzulegen waren. Anschließend führte der Weg aus dem Stadion heraus und unterquerte auf der Georgia Avenue den Interstate 85. Gleich danach bog die Strecke nach links auf die Central Avenue ab. Hier begann ein Rundkurs von zwei Kilometern Länge, der neunmal zu absolvieren war. Dabei verlief die Route zuerst nach rechts auf einen großen Parkplatz, der umrundet wurde. Dann ging es wieder rechts auf die Central Avenue, anschließend weiter nordwärts zum Wendepunkt und wieder zurück zur Parkplatzeinfahrt. Nach Abschluss der letzten Runde führte die Strecke wieder zurück zum Stadion, wo das Ziel lag.

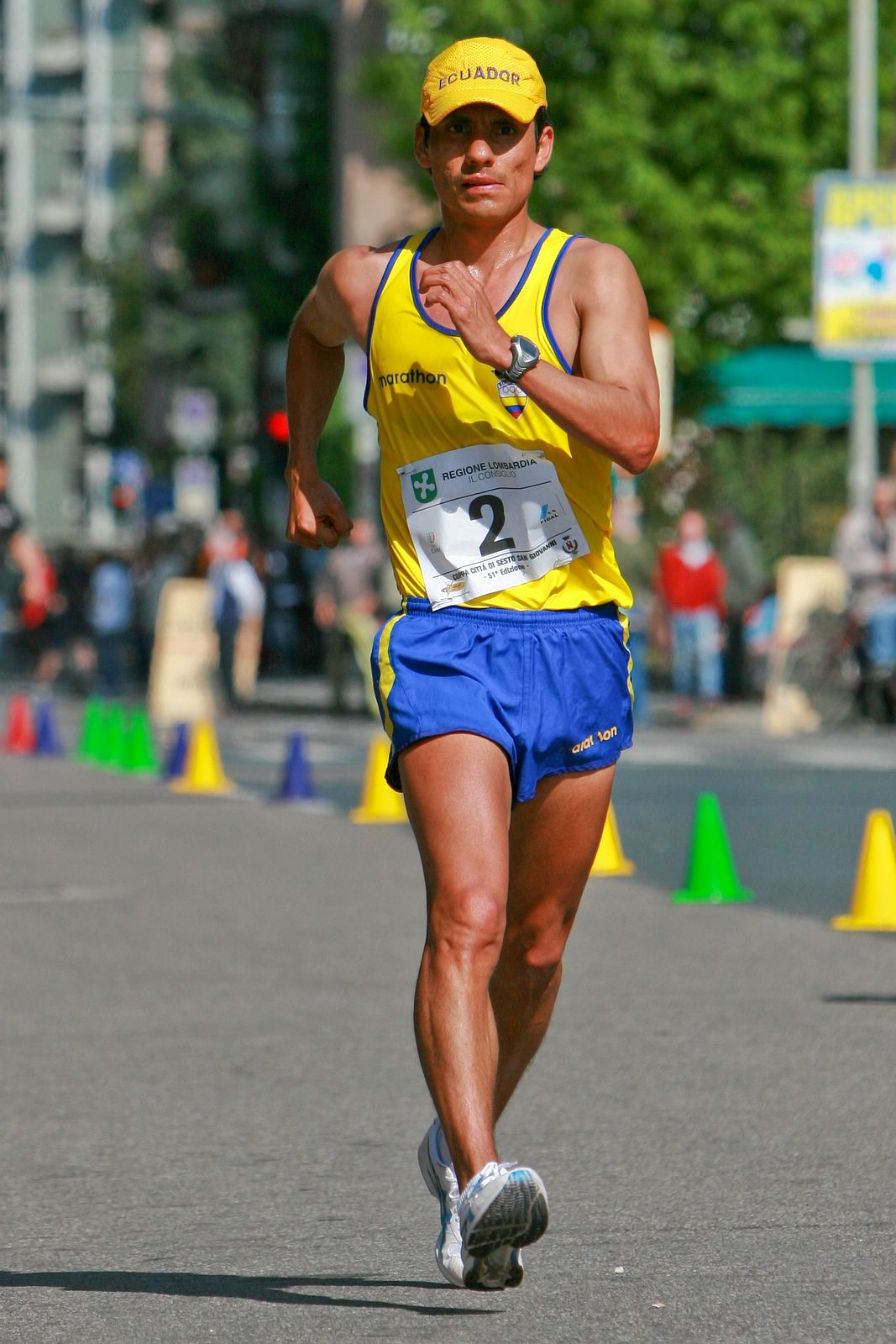
Olympiasieger Jefferson Perez

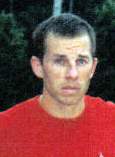
Silbermedaillengewinner Ilja Markow

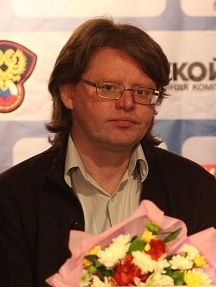
Der Olympiasiebte Michail Schtschennikow

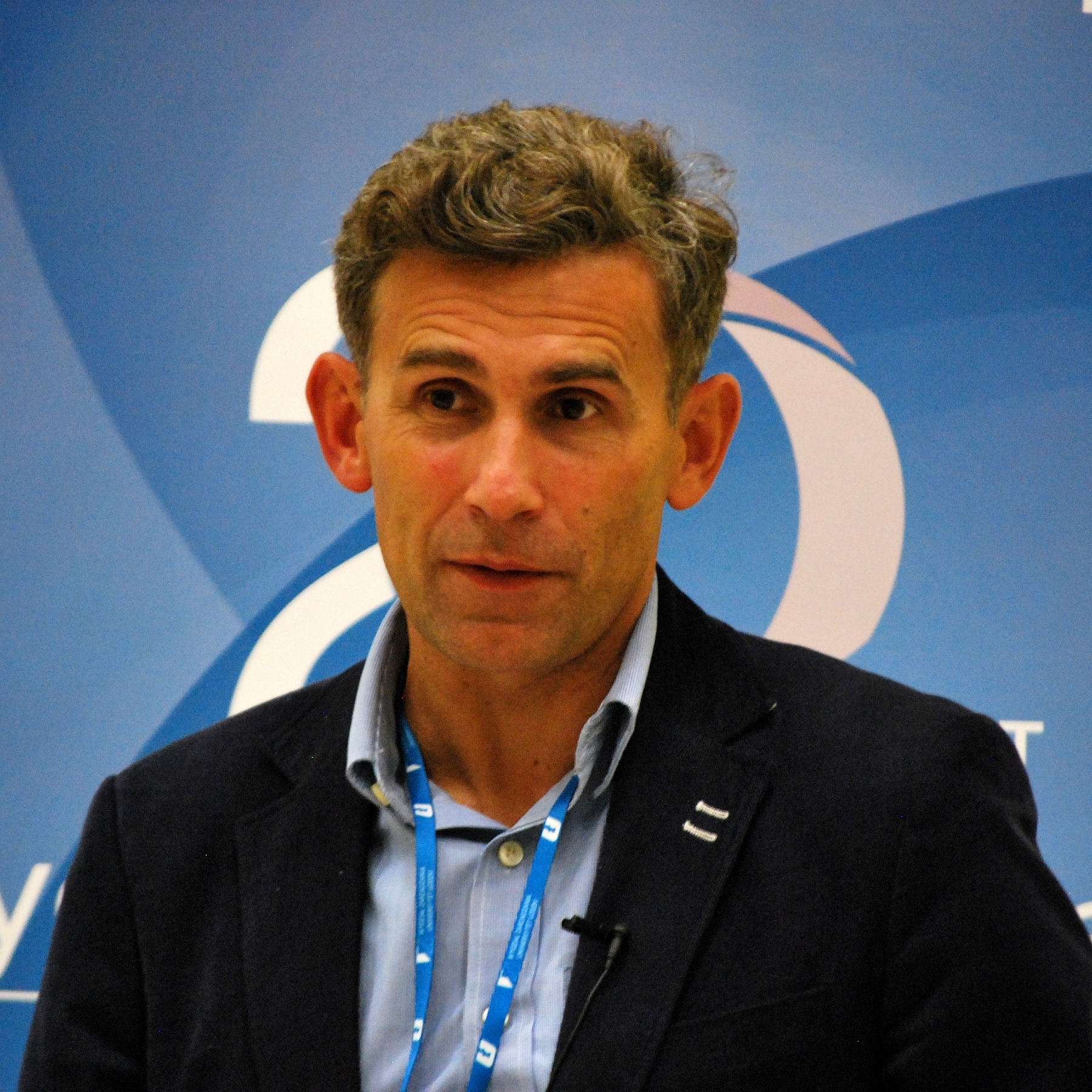
Robert Korzeniowski (hier im Jahr 2014) belegte Rang acht

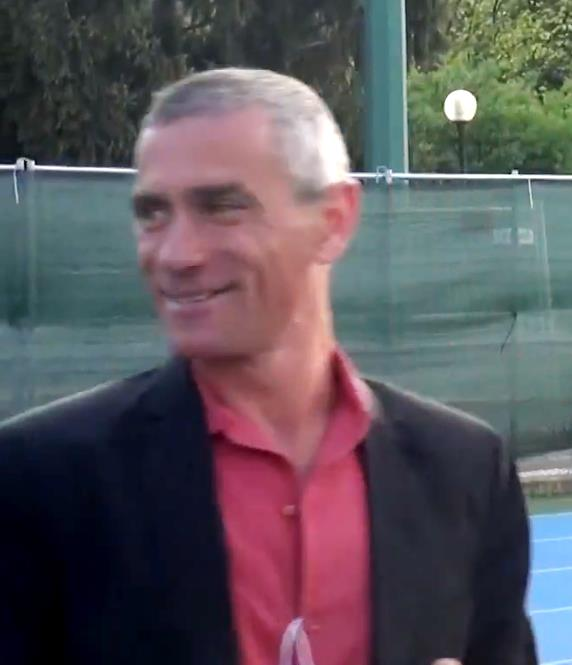
Giovanni Perricelli (Foto: 2015) erreichte Platz sechzehn

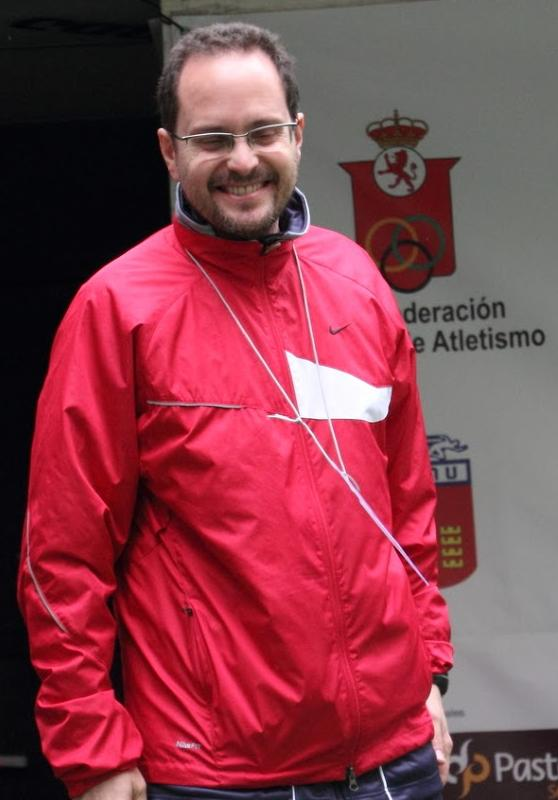
Valentí Massana – Rang zwanzig

| Zwischenzeiten      | Zwischenzeiten | Zwischenzeiten                      | Zwischenzeiten |
| Zwischenzeit- Marke | Zwischenzeit   | Führende(r)                         | 4-km-Zeit      |
| ------------------- | -------------- | ----------------------------------- | -------------- |
| 4 km                | 16:34 min      | Igor Kollár                         | 16:34 min      |
| 8 km                | 32:56 min      | Rischat Schafikow mit großer Gruppe | 16:22 min      |
| 12 km               | 48:41 min      | Rischat Schafikow                   | 15:45 min      |
| 16 km               | 1:04:44 h00    | Miguel Ángel Rodríguez              | 15:57 min      |
| 20 km               | 1:20:07 h00    | Jefferson Pérez                     | 15:23 min      |

## Ergebnis
26. Juli 1996, Start, 8:00 Uhr, Ortszeit Atlanta (UTC−5)
| Platz | Athlet                 | Land                | Zeit (min) |
| ----- | ---------------------- | ------------------- | ---------- |
| 01    | Jefferson Pérez        | Ecuador             | 1:20:07    |
| 02    | Ilja Markow            | Russland            | 1:20:16    |
| 03    | Bernardo Segura        | Mexiko              | 1:20:23    |
| 04    | Nicholas A’Hern        | Australien          | 1:20:31    |
| 05    | Rischat Schafikow      | Russland            | 1:20:41    |
| 06    | Aigars Fadejevs        | Lettland            | 1:20:47    |
| 07    | Michail Schtschennikow | Russland            | 1:21:09    |
| 08    | Robert Korzeniowski    | Polen               | 1:21:13    |
| 09    | Jauhen Missjulja       | Belarus             | 1:21:15    |
| 10    | Thierry Toutain        | Frankreich          | 1:21:56    |
| 11    | Daniel Plaza           | Spanien             | 1:22:05    |
| 12    | Michail Chmelnizki     | Belarus             | 1:22:17    |
| 13    | Sándor Urbanik         | Ungarn              | 1:22:18    |
| 14    | Denis Langlois         | Frankreich          | 1:23:08    |
| 15    | Nischan Daimer         | Deutschland         | 1:23:23    |
| 16    | Giovanni Perricelli    | Italien             | 1:23:41    |
| 17    | Robert Ihly            | Deutschland         | 1:23:47    |
| 18    | Waleri Borissow        | Kasachstan          | 1:23:52    |
| 19    | Daniel García          | Mexiko              | 1:24:10    |
| 20    | Valentí Massana        | Spanien             | 1:24:14    |
| 21    | Yu Guohui              | Volksrepublik China | 1:24:30    |
| 22    | Daisuke Ikeshima       | Japan               | 1:24:54    |
| 23    | David Kimutai          | Kenia               | 1:25:01    |
| 24    | Andreas Erm            | Deutschland         | 1:25:08    |
| 25    | Jiří Malysa            | Tschechien          | 1:25:13    |
| 26    | Sérgio Galdino         | Brasilien           | 1:25:14    |
| 27    | Giovanni De Benedictis | Italien             | 1:25:22    |
| 28    | Li Zewen               | Volksrepublik China | 1:25:28    |
| 29    | Claus Jørgensen        | Dänemark            | 1:25:28    |
| 30    | Jan Staaf              | Schweden            | 1:25:30    |
| 31    | José Urbano            | Portugal            | 1:25:32    |
| 32    | Scott Nelson           | Neuseeland          | 1:25:50    |
| 33    | Hatem Ghoula           | Tunesien            | 1:25:52    |
| 34    | Michele Didoni         | Italien             | 1:26:02    |
| 35    | Jean-Olivier Brosseau  | Frankreich          | 1:26:29    |
| 36    | Martin St. Pierre      | Kanada              | 1:26:37    |
| 37    | Mohieddine Beni Daoud  | Tunesien            | 1:27:15    |
| 38    | Róbert Valíček         | Slowakei            | 1:27:27    |
| 39    | Fernando Vázquez       | Spanien             | 1:27:35    |
| 40    | Justus Kavulanya       | Kenia               | 1:27:49    |
| 41    | Fedosei Ciumacenco     | Moldau              | 1:27:57    |
| 42    | Arturo Huerta          | Kanada              | 1:28:23    |
| 43    | Luis Fernando García   | Guatemala           | 1:28:28    |
| 44    | Valdas Kazlauskas      | Litauen             | 1:28:33    |
| 45    | Costică Bălan          | Rumänien            | 1:28:36    |
| 46    | Pavol Blažek           | Slowakei            | 1:29:41    |
| 47    | Dion Russell           | Australien          | 1:30:04    |
| 48    | Tomáš Kratochvíl       | Tschechien          | 1:30:11    |
| 49    | Claudio Bertolino      | Brasilien           | 1:31:04    |
| 50    | Curt Clausen           | USA                 | 1:31:30    |
| 51    | Jimmy McDonald         | Irland              | 1:32:11    |
| 52    | Hubert Sonnek          | Tschechien          | 1:32:42    |
| 53    | Myint Htay             | Myanmar             | 1:42:28    |
| DNF   | Héctor Moreno          | Kolumbien           |            |
| DSQ   | Gao Hongmiao           | Volksrepublik China |            |
| DSQ   | Igor Kollár            | Slowakei            |            |
| DSQ   | Li Mingcai             | Volksrepublik China |            |
| DSQ   | Julio René Martínez    | Guatemala           |            |
| DSQ   | Roberto Oscal          | Guatemala           |            |
| DSQ   | Miguel Ángel Rodríguez | Mexiko              |            |
| DSQ   | Julius Sawe            | Kenia               |            |
| DNS   | Moussa Aouanouk        | Algerien            |            |

## Ausgangssituation
Es gab ein größeres Feld von Favoriten für diesen Wettbewerb. Zu ihnen gehörten der italienische Weltmeister von 1995 Michele Didoni, der spanische Vizeweltmeister von 1995 und Weltmeister von 1993 Valentí Massana, der russische Europameister von 1994 Michail Schtschennikow, der Vizeeuropameister und WM-Dritte Jauhen Misjulja aus Weißrussland, der WM-Vierte Ilja Markow aus Russland, der Panamerika- und Südamerika-Meister Jefferson Pérez aus Ecuador und der slowakische Inhaber der Weltbestzeit Pavol Blažek.

## Wettbewerbsverlauf
Auf den ersten Kilometern setzte sich der Slowake Igor Kollár alleine vom Feld ab und hatte einen Vorsprung von gut zehn Sekunden. Doch er wurde wieder eingeholt, fiel im weiteren Verlauf zurück und musste sich auf den letzten Kilometern mit seiner Disqualifikation abfinden. Ab dem achten Kilometer wagte der Russe Rischat Schafikow den nächsten Vorstoß und erging sich bis Kilometer zwölf einen Vorsprung von fünfzehn Sekunden vor einer zwölfköpfigen Verfolgergruppe. Doch auch er blieb nicht alleine vorne. Nach Kilometer zwölf bildete sich mit dem später disqualifizierten Mexikaner Miguel Ángel Rodríguez, seinem Landsmann Bernardo Segura, Jefferson Pérez aus Ecuador, den beiden Russen Schafikow und Ilja Markow, dem Australier Nicholas A’Hern sowie dem Letten Aigars Fadejevs eine Spitzengruppe von sieben Gehern. Auf dem Rückweg zum Stadion ca. einen Kilometer vor dem Ziel gelang Pérez der entscheidende Vorstoß. Jefferson Pérez setzte sich ab und gewann mit neun Sekunden Vorsprung vor Ilja Markow, der als Silbermedaillengewinner wiederum sieben Sekunden vor dem Mexikaner Bernardo Segura ins Ziel brachte. Die Ränge vier bis sechs belegten in dieser Reihenfolge Nicholas A’Hern, Rischat Schafikow und Aigars Fadejevs.
Der Sieg von Jefferson Pérez brachte die erste olympische Medaille überhaupt für Ecuador.

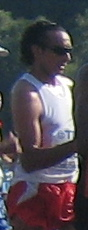
Hatem Ghoula – Rang 33
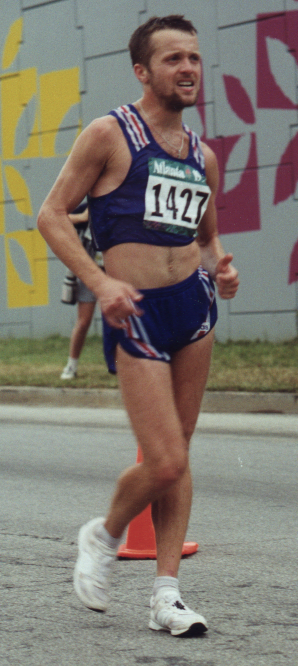
Jean-Olivier Brosseau – Rang 35
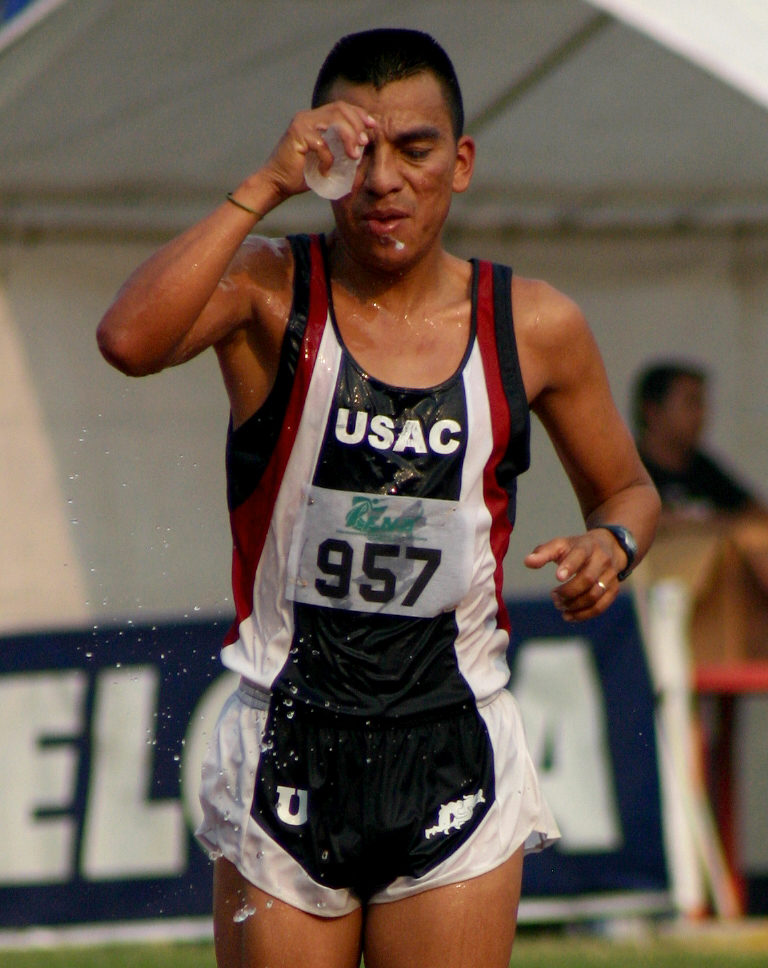
Julio René Martínez wurde disqualifiziert

## Videolinks
- 6181 Olympic 1996 20km Walk Men, youtube.com, abgerufen am 6. Januar 2022
- Perez wins men's walk by nearly a minute, ver youtube.com, abgerufen am 2. März 2018